# 正兴乡
正兴乡，是中华人民共和国四川省广元市剑阁县曾经下辖的一个乡。2020年5月，撤销正兴乡，将原正兴乡龙虎村、郭沟村、金顶村、崇岭村、华山村所属行政区域划归开封镇管辖。将原正兴乡星火村、河西村、三元村、孔龙村的行政区域划归武连镇管辖。

## 行政区划
正兴乡撤销前下辖以下地区：
星火村、河西村、三元村、孔龙村、崇岭村、郭沟村、龙虎村、金顶村和华山村。